# Manulea incana
Manulea incana är en flenörtsväxtart som beskrevs av Carl Peter Thunberg. Manulea incana ingår i släktet Manulea och familjen flenörtsväxter. Inga underarter finns listade i Catalogue of Life.